# 全国生活衛生営業指導センター
公益財団法人全国生活衛生営業指導センター（ぜんこくせいかつえいせいえいぎょうしどうセンター）は、生活衛生関係営業の運営の適正化及び振興に関する法律に基づいて、飲食業、理・美容業、クリーニング業、ホテル・旅館業など18業種を対象にした衛生営業指導などを実施している公益法人。元厚生労働省所管。

## 概要
- 生活衛生関係営業全般の情報・資料収集や提供、調査研究、都道府県生活衛生営業センターの連絡調整、指導、生活衛生同業組合連合会の相互連絡、指導、クリーニング師研修やクリーニング所業務従事者講習等を行う。

## 沿革
- 1979年 - 設立

## 関連
- 全国生活衛生同業組合中央会